# Theuville-aux-Maillots
Theuville-aux-Maillots é uma comuna francesa na região administrativa da Normandia, no departamento de Sena Marítimo. Estende-se por uma área de 7,3 km². Em 2010 a comuna tinha 556 habitantes (densidade: 76,2 hab./km²).